# 自民党.自由党
自民党.自由党（德語：FDP. Die Liberalen），原名自由民主党，是一個支持自由市場與自由主義的瑞士政黨。是國際自由聯盟以及歐洲自由民主改革黨成員。

## 歷史
该党的前身在1848年擊敗天主教保守派，並在1848年到1891年間掌握所有瑞士聯邦委員會席次。與當時的對手相比，自民黨是一個偏左翼的政黨，偏向自由主義。
不過20世紀初期開始，更偏左翼的瑞士社會民主黨崛起，社民黨的崛起迫使自民黨1919年起把瑞士國民院的選舉制度改為比例代表制，使社民黨得以進入聯邦委員會。
因此在當前的瑞士政治光譜中，自民黨是一個中間偏右政黨，並維持在聯邦委員會佔有兩個席次。
2003年，隨著右派民粹主義及反移民的瑞士人民黨崛起，自民黨得票率下降，成為第三大黨。2009年與一小黨自由黨合併，成為自由民主黨－自由黨，簡稱自民黨。

## 外部連結
- 自民黨.自由黨 （德文）
- 自民黨.自由黨 （页面存档备份，存于） （法文）
- 自民黨.自由黨 （页面存档备份，存于） （意大利文）
- 自民黨.自由黨 （页面存档备份，存于） （羅曼什語）